# Alenka Šivic Dular
Alenka Šivic Dular, slovenska jezikoslovka, slavistka, * 20. december 1946, Ljubljana
Redna profesorica dr. Alenka Šivic Dular je od zaključka dodiplomskega študija (1971) do formalne upokojitve leta 2009 delovala na Oddelku za slovanske jezike in književnosti oz. slavistiko Filozofske fakultete v Ljubljani, na Katedri za primerjalno slovansko jezikoslovje, kjer je leta 1981 (kot docentka, od 1987 izredna in od 2000 redna profesorica) nasledila profesorja Franceta Bezlaja. Predavala je tudi na PEF v Mariboru (1984-95), na univerzah v Gradcu (1994) in Trstu (1981, 1995). Študijsko se je izpopolnjevala  Ena njenih najpomembnejših zaslug na pedagoškem področju sta vsebinsko oblikovanje in utemeljitev predbolonjske (od 80. let dalje) in bolonjske podobe študijskega programa Primerjalno slovansko jezikoslovje. Po njeni zaslugi se Univerza v Ljubljani kot edina univerza v svetovnem merilu danes lahko pohvali s prvo- in drugostopenjskim bolonjskim študijskim programom primerjalne slavistike. Zaradi izjemnih zaslug za razvoj slavistike ji je Slavistično društvo Slovenije oktobra 2014 podelilo častno članstvo, Univerza v Ljubljani pa decembra istega leta naslov zaslužne profesorice.
Poročena je s slovenskim jezikoslovcem in politikom Janezom Dularjem.

## Znanstveno delo
V okviru znanstvenoraziskovalnega dela se posveča prevsem slovanski in slovenski etimologiji ter slovanski onomastiki, obravnava pa tudi (pra)slovanska glasovna, naglasna in oblikovna vprašanja. Pogoste teme njenega raziskovanja so tudi praslovanska dialektizacija in lingvogeneza posameznih slovanskih jezikov, splošna metodološka vprašanja primerjalnega in zgodovinskega jezikoslovja ter zgodovina slavistike. Rezultate svojih raziskav je objavila v znanstveni monografiji Besedna družina iz korena *god- v slovanskih jezikih: pomenoslovna razčlemba v kulturološkem kontekstu (1990) ter več kot 70 znanstvenih člankih, prispevkih na konferencah in samostojnih poglavjih v monografijah. Sodelovala je tudi pri nastajanju Etimološkega slovarja slovenskega jezika Franceta Bezlaja (1982, 1995). Bila je nosilka več raziskovalnih projektov: Slovenska lingvogeneza (od 1983), Starocerkvenoslovanski in cerkvenoslovanski rokopisni glagolski in cirilski korpus v Sloveniji (1993–95), Slovensko imenoslovje (1994–96). Sodelovala je oz. še vedno sodeluje pri urejanju osrednjih slovenskih slavističnih publikacij; tako je bila sourednica Slavistične revije (1983–87), glavna in odgovorna (1991–95) ter področna (1995–2002) urednica Jezika in slovstva, od leta 2005 pa je sourednica Jezikoslovnih zapiskov.

## Strokovno delo
Vseskozi se udejstvuje v strokovnih in znanstvenih društvih. Bila je predsednica Slavističnega društva Ljubljana (1983–85) in predsednica Mednarodnega slavističnega komiteja (1998–2003). Je članica delovne skupine za Slovanski onomastični atlas (1995–, sedež v Leipzigu), članica Komisije za standardizacijo slovenskih zemljepisnih imen (Geodetska uprava Republike Slovenije) in predsednica Slovenskega slavističnega komiteja (1998–). (So)organizirala je več mednarodnih srečanj in konferenc: Seminar slovenskega jezika, literature in kulture (1987), Mednarodni simpozij Obdobja 17: Vatroslav Oblak (1996), Praslovanska dialektizacija v luči etimoloških raziskav: ob stoti obletnici rojstva akademika Franceta Bezlaja (2010). Svoja znanstvena dognanja je predstavila na konferencah, znanstvenih in delovnih srečanjih doma in v tujini. Z znanstvenimi prispevki je sodelovala tako rekoč v vseh slovanskih deželah ter v Avstriji in Nemčiji. Med najpomembnejšime projekte sodi organizacija in predsedovanje 13. mednarodnega slavističnega kongresa v Ljubljani leta 2003, ki se ga je udeležilo več kot šeststo udeležencev z vsega sveta.